# Les souvenirs ne sont pas à vendre
Les souvenirs ne sont pas à vendre è un film del 1948 diretto da Robert Hennion.

## Trama
Un uomo ricorda tutte le storie incredibili accadute nel suo hotel.

## Produzione
Le riprese del film hanno avuto luogo dad 16 febbraio ad 24 aprile 1948.